# بستنی آبجو

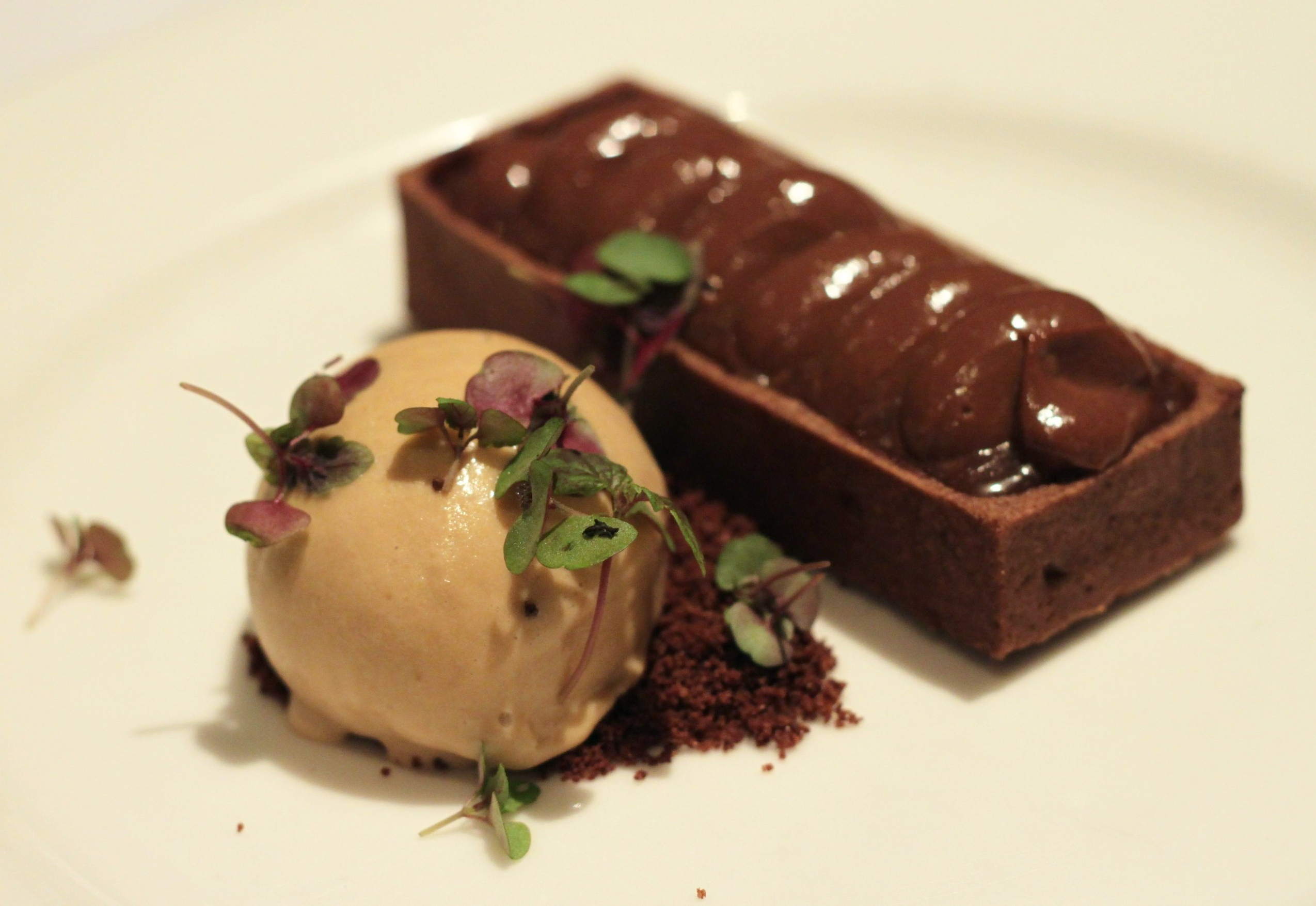
بستنی آبجو با تارت

بستنی آبجو نوعی بستنی است که با استفاده از آبجو به عنوان ماده اولیه تهیه می‌شود. بستنی آبجو که با استفاده از آبجو تیره‌تر تهیه می‌شود، معمولاً طعم متمایز تری نسبت به بستنی تهیه شده با آبجوهای سبک‌تر دارد. الکل موجود در آبجو گاهی در بستنی تمام شده وجود دارد، در حالی که سایر آماده‌سازی‌ها شامل پخت و پز است که می‌تواند الکل را تبخیر کند.

## بررسی اجمالی

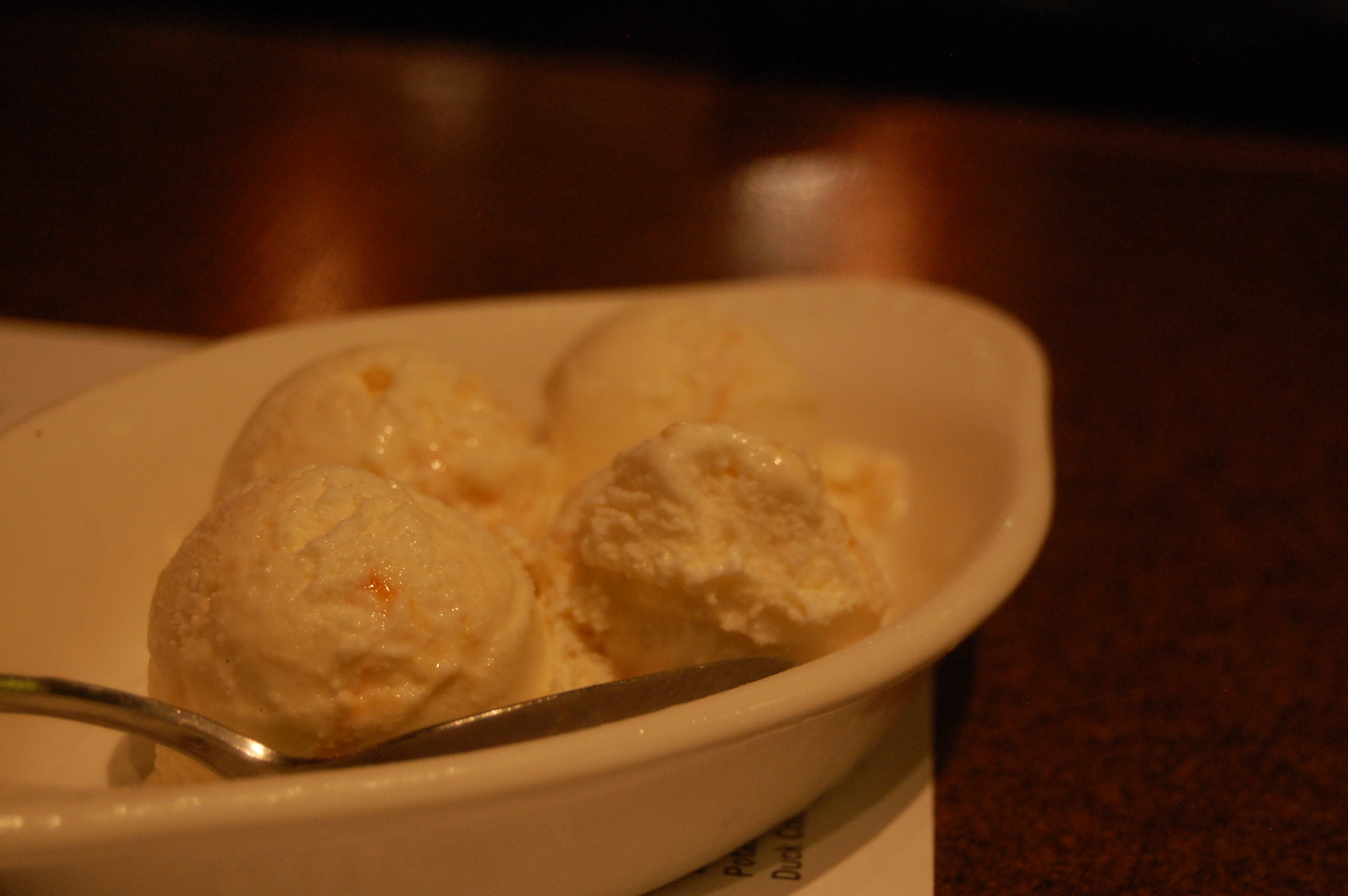
بستنی زردآلو و آبجو، با استفاده از آلو طلایی راک میل تهیه شده‌است

بستنی آبجو با استفاده از مواد معمولی بستنی و آبجو تهیه می‌شود. طعم‌های مختلفی بر اساس نوع آبجو به بستنی داده می‌شود. به عنوان مثال، استفاده از ماءالشعیر اسوات می‌تواند طعمی شبیه مالت و کارامل ایجاد کند، و استفاده از پیلزنر، هندی و آل بی‌رنگ می‌تواند طعم تلخی ایجاد کند. آل بی‌رنگ هندی نیز می‌تواند طعم مالت را ایجاد کند. ماءالشعیر گندم و لاگر را نیز می‌توان به عنوان یک ماده در این غذا استفاده کرد. آبجوهای سبکتر مانند لاگرها در مقایسه با ماءالشعیر تیره‌تر و آبجوهایی با مقدار بالاتری از مالت و رازک که طعم متمایز تری را ارائه می‌دهند، طعم چندانی ندارند.
از مواد اضافی مختلفی می‌توان استفاده کرد، همان‌طور که در انواع دیگر بستنی‌ها مانند شکلات، گیلاس، کارامل، گردو، مارشمالو و مانند آن وجود دارد. آماده‌سازی ظرف می‌تواند شامل تزریق آبجو به بستنی از پیش ساخته شده یا تهیه بستنی با آبجو از ابتدا باشد.
برخی از بستنی فروشی‌ها در ایالات متحده بستنی آبجو تهیه و تهیه می‌کنند، و این غذا در جشنواره بزرگ آبجو آمریکایی سرو شده‌است. Ben & Jerry's در سال ۲۰۱۵ با شرکت New Belgium Brewing شراکت کرد تا دو بستنی آبجو در نسخه محدود تهیه کند که با استفاده از New Belgium Brown Ale تهیه شده‌است.

## محتوای الکل
گاهی بستنی آبجو الکل موجود در آبجو را حفظ می‌کند، و بستنی آبجوی تهیه شده با آبجو با محتوای الکل بالا ممکن است هنگام استفاده از بستنی ساز به‌طور کامل منجمد نشود. برخی از آماده‌سازی ظرف شامل پخت و پز است که می‌تواند الکل را تبخیر کند.

## غذاهای مشابه

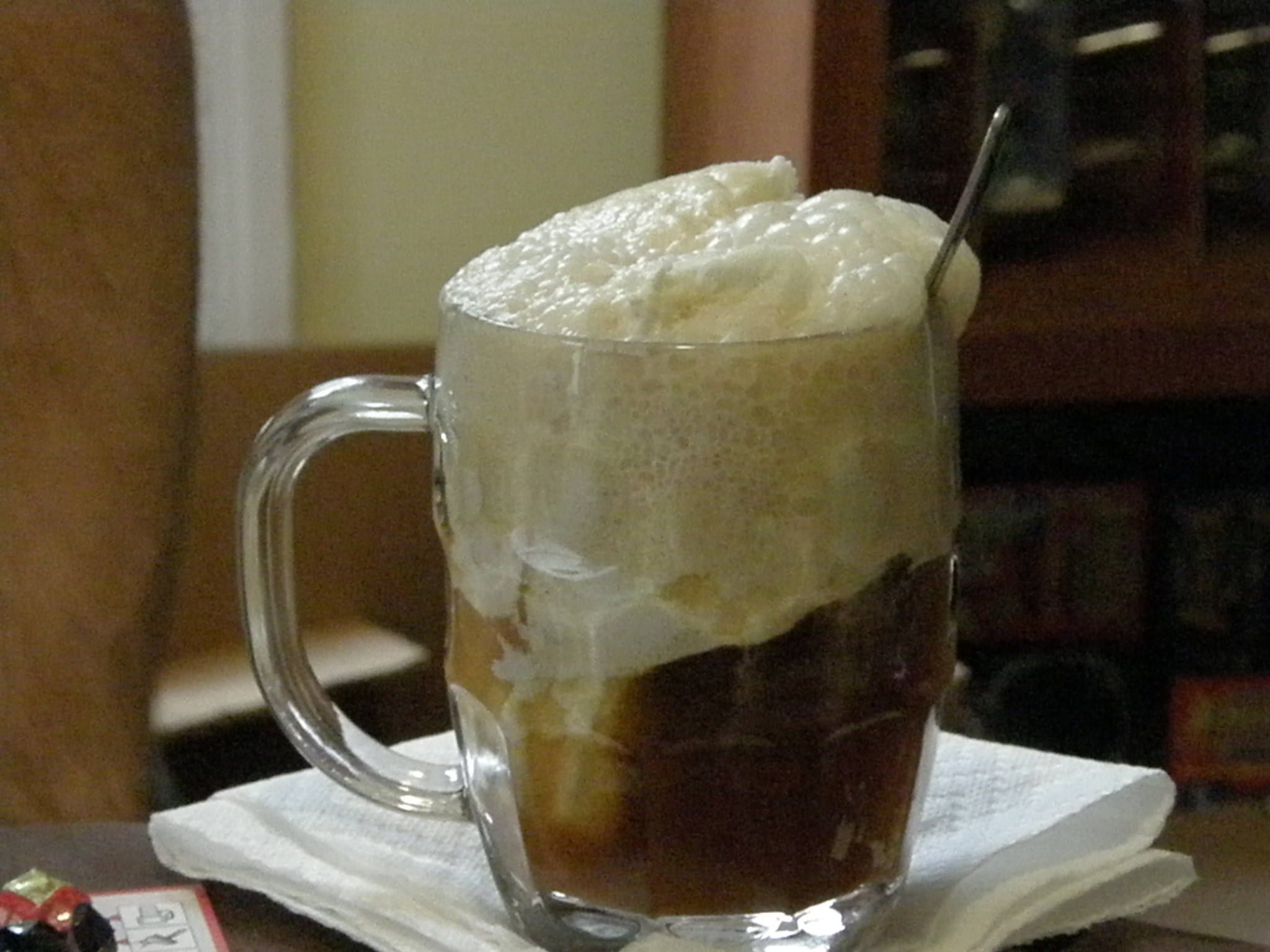
یک شناور بستنی تهیه شده با آبجو ساموئل آدامز و بستنی وانیلی

با استفاده از آبجو می‌توان یک شناور بستنی تهیه کرد. بستنی آبجو ریشه یک غذای بدون الکل است که با استفاده از شیره گیاه و مواد بستنی معمولی تهیه می‌شود.